# Milionia knowlei
Milionia knowlei là một loài bướm đêm trong họ Geometridae.